# Siège de Kasagi
Guerre de Genkō
Le siège de Kasagi de 1331 est une des premières batailles de la guerre de Genkō, qui met un terme à l'époque de Kamakura de l'histoire du Japon. L'empereur Go-Daigo, qui est en train de comploter contre le  shogunat et les régents du clan Hōjō, a caché le trésor impérial du Japon au Kasagi-dera, temple bouddhiste fortifié, à Kasagiyama, juste à l'extérieur de Kyoto, d'où il soulève secrètement une armée.
Le temple est attaqué dans la nuit par les forces Hōjō commandées par Suyama Yoshitaka et Komiyama Jirō qui gravissent les falaises entourant la forteresse et l'incendient. L'empereur, cependant, s'échappe et s'enfuit.
Le temple est reconstruit en 1381 et détruit par le feu de nouveau moins de vingt ans plus tard. Aujourd'hui, seuls quelques bâtiments subsistent.

## Sourde de la traduction
- (en) Cet article est partiellement ou en totalité issu de l’article de Wikipédia en anglais intitulé « Siege of Kasagi » (voir la liste des auteurs).